# 斯蒂尔吉斯常数
斯蒂尔吉斯常数，记为{\displaystyle \gamma _{k}}，是出现在黎曼ζ函数的罗朗级数展开式中的数：
{\displaystyle \zeta (s)={\frac {1}{s-1}}+\sum _{n=0}^{\infty }{\frac {(-1)^{n}}{n!}}\gamma _{n}\;(s-1)^{n}}
斯蒂尔吉斯常数由以下的极限给出：
{\displaystyle \gamma _{n}=\lim _{m\rightarrow \infty }{\left(\left(\sum _{k=1}^{m}{\frac {(\ln k)^{n}}{k}}\right)-{\frac {(\ln m)^{n+1}}{n+1}}\right)}}
还有一种积分表示法，可由柯西积分公式推出：
{\displaystyle \gamma _{n}={\frac {(-1)^{n}n!}{2\pi }}\int _{0}^{2\pi }e^{-nix}\zeta \left(e^{ix}+1\right)dx.}
第零个常数{\displaystyle \gamma _{0}=\gamma =0.577...}称为欧拉-马歇罗尼常数。
最初的几个值为：
| n  | γn                                         |
| 0  | 0.5772156649015328606065120900824024310421 |
| 1  | -0.072815845483676724860586                |
| 2  | -0.0096903631928723184845303               |
| 3  | 0.002053834420303345866160                 |
| 4  | 0.0023253700654673000574                   |
| 5  | 0.0007933238173010627017                   |
| 6  | -0.00023876934543019960986                 |
| 7  | -0.0005272895670577510                     |
| 8  | -0.00035212335380                          |
| 9  | -0.0000343947744                           |
| 10 | 0.000205332814909                          |
更一般地，我们可以定义出现在赫尔维茨ζ函数的罗朗级数展开式中的斯蒂尔吉斯常数{\displaystyle \gamma _{k}(q)}：
{\displaystyle \zeta (s,q)={\frac {1}{s-1}}+\sum _{n=0}^{\infty }{\frac {(-1)^{n}}{n!}}\gamma _{n}(q)\;(s-1)^{n}}
在这里，q是一个复数，Re(q)>0。由于赫尔维茨ζ函数是黎曼ζ函数的一个推广，我们有
{\displaystyle \gamma _{n}(1)=\gamma _{n}\;}